# Malléon
Malléon település Franciaországban, Ariège megyében. Lakosainak száma 79 fő (2022. január 1.). Malléon Arvigna, Calzan, Ségura és Ventenac községekkel határos.

## Népesség
A település népességének változása:
| Lakosok száma | 65   | 46   | 43   | 45   | 59   | 64   | 73   | 78   | 79   | 79   |
|               | 1968 | 1982 | 1990 | 2006 | 2013 | 2015 | 2017 | 2019 | 2020 | 2022 |